# Орехово-Зуевская агломерация
Оре́хово-Зу́евская агломера́ция — городская агломерация, с центром в городе Орехово-Зуево, расположенная на севере и северо-западе территории Орехово-Зуевского района Московской области и центре и юго-западе Петушинского района Владимирской области. Население агломерации составляет около 276 тысяч человек, почти 44 % населения проживает в её центре — городе Орехово-Зуево.

## Состав агломерации
Состав агломерации приводится в соответствии с монографией Г. М. Лаппо «Города на пути в будущее». М.: Мысль, 1987. 237 с., а также в соответствии со статьёй Е. Н. Перцика и А. Г. Махровой «Агломерации второго порядка в Московском столичном регионе: развитие, границы, взаимосвязи» (в тематическом сборнике «Московский столичный регион.» М.: Мысль, 1988.).
| тип н.п. | Название      | Население |
| -------- | ------------- | --------- |
| город    | Орехово-Зуево | ↘104 728  |
| город    | Ликино-Дулёво | ↘33 945   |
| город    | Куровское     | ↗19 890   |
| город    | Покров        | ↗17 747   |
| город    | Петушки       | ↗13 317   |
| город    | Дрезна        | ↘12 206   |
| пгт      | Вольгинский   | ↘5494     |
| пгт      | Городищи      | ↘4290     |
| ВСЕГО    | ВСЕГО         | 211 617   |

| наименование муниципального образования                   | тип муниципального образования | площадь, км² | население 1.01.2011 |
| --------------------------------------------------------- | ------------------------------ | ------------ | ------------------- |
| Муниципальные образования в составе Московской области:   |                                |              |                     |
| Орехово-Зуево                                             | городской округ                | 36,39        | 120587              |
| Ликино-Дулёво                                             | городское поселение            | 17,81        | 31310               |
| Куровское                                                 | городское поселение            | 19,57        | 21828               |
| Дрезна                                                    | городское поселение            | 7,36         | 11820               |
| Малодубенское                                             | сельское поселение             | 148,90       | 2591                |
| Верейское                                                 | сельское поселение             | 261,37       | 5731                |
| Демиховское                                               | сельское поселение             | 62,08        | 6723                |
| Горское                                                   | сельское поселение             | 117,40       | 4549                |
| Давыдовское                                               | сельское поселение             | 96,79        | 12060               |
| Новинское                                                 | сельское поселение             | 159,87       | 4733                |
| Муниципальные образования в составе Владимирской области: |                                |              |                     |
| Петушки                                                   | городское поселение            | 11,81        | 15121               |
| Покров                                                    | городское поселение            | 19,00        | 17749               |
| Городищи                                                  | городское поселение            | 5,44         | 5646                |
| Вольгинский                                               | городское поселение            | 4,35         | 6108                |
| Петушинское                                               | сельское поселение             | 209,95       | 5130                |
| Нагорное                                                  | сельское поселение             | 209,76       | 4239                |
| ВСЕГО                                                     | ВСЕГО                          | 1387,85      | 275925              |